# 长瓣瑞香
长瓣瑞香（学名：Daphne longilobata）为瑞香科瑞香属下的一个种。

## 扩展阅读
- 維基物種上的相關：长瓣瑞香